# توشیاکی تسوشیما
توشیاکی تسوشیما (انگلیسی: Toshiaki Tsushima؛ ۲۲ مهٔ ۱۹۳۶ – ۲۵ نوامبر ۲۰۱۳) آهنگساز ژاپنی بود که بیشتر برای ساختن موسیقی فیلم مشهور بود. او که متولد استان اوکایاما بود، از گروه هنر دانشگاه نیهون در توکیو فارغ‌التحصیل شد. وی در ۲۵ نوامبر ۲۰۱۳ بر اثر سینه‌پهلو درگذشت.

## گزیده فیلم‌شناسی
- گورستان شرافت (۱۹۷۵)
- سامورایی شوگون (۱۹۷۸)
- راهزنان در مقابل جوخه سامورایی‌ها (۱۹۷۸)
- سقوط قلعه آکو (۱۹۷۸)